# 加兰 (上加龙省)
加兰（法語：Garin，法語發音：[ɡaʁɛ̃]）是法国上加龙省的一个市镇，属于圣戈当区。 

## 地理
加兰（42°48'33"N, 0°30'59"E）面积5.62 平方千米，位于法国奧克西塔尼大區上加龙省，该省份为法国西南部内陆省份，西南端与西班牙接壤，自此顺时针与上比利牛斯省、热尔省、塔恩-加龙省、塔恩省、奥德省和阿列日省接壤。
与加兰接壤的市镇（或旧市镇、城区）包括：普博、卢代尔维耶勒、比利埃、卡泰尔维耶勒、科布、卡佐德拉尔布斯、古奥德拉尔布斯、奥村、波尔泰德吕雄、邦克德苏埃德叙。

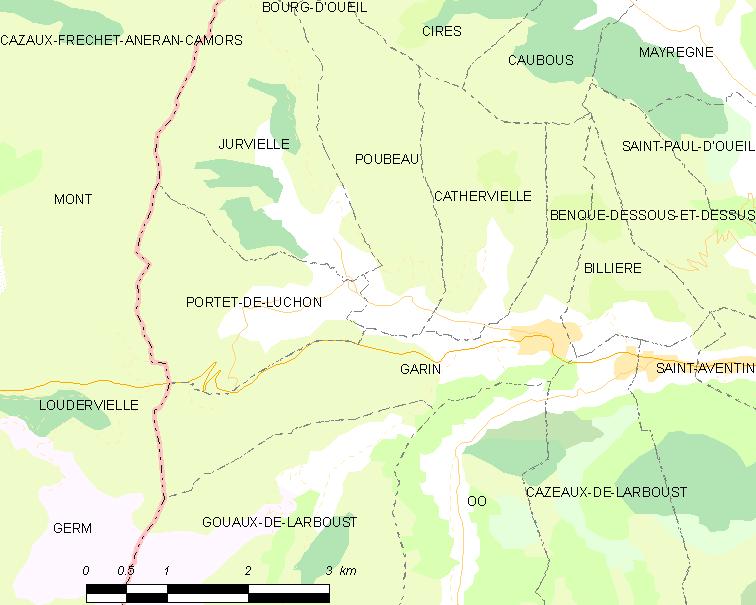
的OSM定位图

加兰的时区为UTC+01:00、UTC+02:00（夏令时）。

## 行政
加兰的邮政编码为31110，INSEE市镇编码为31213。

## 政治
加兰所属的省级选区为巴涅尔德吕雄县。

## 人口

1962-2008年间人口变化图示

加兰于2022年1月1日时的人口数量为150人。